# كارلوس غاريدو
كارلوس غاريدو (بالإسبانية: Carlos Garrido)‏ (10 أكتوبر 1977 بتالكا في تشيلي - ) هو لاعب كرة قدم تشيلي في مركز الدفاع. لعب مع أوداكس إيتاليانو ونادي أونيفرسيداد دي تشيلي ورينجرز دي تالكا.